# Harpactea buchari
Harpactea buchari là một loài nhện trong họ Dysderidae.
Loài này thuộc chi Harpactea. Harpactea buchari được miêu tả năm 1991 bởi Dunin.